# The Servant
The Servant is een Britse dramafilm uit 1963 onder regie van Joseph Losey. Het scenario is gebaseerd op de gelijknamige roman uit 1948 van de Britse auteur Robin Maugham.

## Verhaal
De rijke Londenaar Tony werft een nieuwe huisknecht aan. De butler stelt voor om het huis opnieuw in te richten. Tony geeft vervolgens zoveel geld uit dat hij bijna blut is. Zo krijgt de butler macht over zijn baas zonder uit zijn rol van bediende te vallen. Hij wordt degene die de beslissingen neemt in het huishouden. De verloofde van Tony begrijpt wat er aan de hand is, maar de butler nodigt zijn vriendin uit om tweedracht te zaaien.

## Rolverdeling
| Acteur          | Personage    |
| --------------- | ------------ |
| Dirk Bogarde    | Hugo Barrett |
| Sarah Miles     | Vera         |
| Wendy Craig     | Susan        |
| James Fox       | Tony         |
| Catherine Lacey | Lady Mounset |
| Richard Vernon  | Lord Mounset |